# Trans-Siberian Orchestra
Trans-Siberian Orchestra (TSO) – orkiestra rockowa, która powstała w Nowym Jorku w 1993 roku. Grupa debiutowała w 1996 roku płytą Christmas Eve and Other Stories. Jej założycielami byli: Paul O'Neill, Robert Kinkel oraz Jon Oliva. Nazwa nawiązuje do rosyjskiej kolei transsyberyjskiej. Jej styl bywa określany m.in. jako rock progresywny, metal symfoniczny oraz heavy metal z wpływami muzyki poważnej. Jest znana głównie z aranżacji kolęd.

## Dyskografia
Albumy studyjne
| Christmas Eve and Other Stories | - Data: 15 października 1996 - Wydawca: Atlantic Records | 48 | —  | - USA: 3,4 mln+ | - USA: 3x platynowa płyta |
| The Christmas Attic             | - Data: 15 września 1998 - Wydawca: Atlantic Records     | 60 | —  | - USA: 1,9 mln+ | - USA: platynowa płyta    |
| Beethoven's Last Night          | - Data: 11 kwietnia 2000 - Wydawca: Atlantic Records     | 81 | —  |                 | - USA: złota płyta        |
| The Lost Christmas Eve          | - Data: 12 października 2004 - Wydawca: Atlantic Records | 26 | —  | - USA: 2,3 mln+ | - USA: 2x platynowa płyta |
| Night Castle                    | - Data: 27 października 2009 - Wydawca: Atlantic Records | 5  | 24 |                 | - USA: platynowa płyta    |
| Letters From the Labyrinth      | - Data: 13 listopada 2015 - Wydawca: Republic Records    | 7  | 15 |                 |                           |
| "—" album nie był notowany.     |                                                          |    |    |                 |                           |

Minialbumy
| Trans-Siberian Orchestra (WalMart Exclusive) | - Data: 2007 - Wydawca: Republic Records                 | 90 |                  |
| Dreams of Fireflies (On a Christmas Night)   | - Data: 30 października 2012 - Wydawca: Atlantic Records | 9  | - USA: 334 tys.+ |
| "—" album nie był notowany.                  |                                                          |    |                  |